# Makiko Tomita
Makiko Tomita (2 de agosto de 1991) é um jogadora de rugby sevens japonesa.

## Carreira
Makiko Tomita integrou o elenco da Seleção Japonesa de Rugbi de Sevens Feminino, na Rio 2016, que foi 10º colocada.